# Dryopteris mauiensis
Dryopteris mauiensis är en träjonväxtart som beskrevs av Carl Frederik Albert Christensen. Dryopteris mauiensis ingår i släktet Dryopteris och familjen Dryopteridaceae. Inga underarter finns listade.